# Antônio José de Castro
Antônio José de Castro, foi o primeiro e único barão de Benfica, (Pernambuco, 1818 — Lisboa, 6 de agosto de 1880) foi um negociante, proprietário e fazendeiro na então Província de Pernambuco, actualmente Estado de Pernambuco. Era oficial da Imperial Ordem da Rosa e comendador da Real Ordem de Cristo de Portugal, extinta em 1910 com a instauração da República em Portugal e restabelecida em 1918 sob a forma de Ordem Militar de Cristo.

## Família e descendência
Era filho de Francisco José Gesteiras e de Aurora Gesteiras. Por volta de 1846, muito antes de adquirir o baronato associado ao topónimo Benfica de Recife, Antônio José de Castro contraiu matrimónio com Hermina Geltrudes de Oliveira, (Recife, 1827 – Rio de Janeiro, 5 de junho de 1902)), a qual ao falecer no Rio de Janeiro foi inumada no Cemitério de São João Baptista daquela cidade então capital federal, era filha de José Joaquim de Oliveira e de Ana Úrsula Carneiro da Cunha. O barão de Benfica e a baronesa consorte eram pais de:
- Antônio d'Oliveira Castro (Recife, aprox. 1850), que se casou dia 7 de Julho de 1877 na St. Alban's Catholic Church,[1] Liscard, distrito municipal de Wallasey, na Inglaterra, com Angélica Ernestina Henriques Ferreira (Macinhata do Vouga, 18 de março de 1850 – Albergaria-a-Velha, 4 de fevereiro de 1912), filha de José Henriques Ferreira (Albergaria-a-Velha, 25 de dezembro de 1802 – Macinhata do Vouga, 2 de setembro de 1893) e de Antônia Augusta de Castro Corte-Real (Oliveirinha, 17 de março de 1829). Esta última era irmã do advogado e político José Luciano de Castro, que foi por três vezes presidente do conselho de ministros de Portugal no tempo da monarquia. Apesar de primogénito, Antônio de Oliveira Castro não herdou o baronato de seu pai por esta baronia não ser hereditária,[2] assim como também não o adquiriu por qualquer outro meio antes da proclamação da República do Brasil.
- Lídia de Oliveira Castro,[3] que se casou com seu primo materno Daniel de Oliveira Barros de Almeida, que era filho de Emerentina de Oliveira Barros e de Rufino Augusto de Almeida(Pernambuco, 27 de dezembro de 1828) – Rio de Janeiro, 11 de dezembro de 1879). Daniel de Oliveira Barros de Almeida foi o médico-cirurgião que fez a introdução do éter como anestésico no Brasil ao usá-lo pela primeira vez em cirurgia.
- José de Oliveira Castro (coronel),[nb 8] natural de Pernambuco falecido dia 16 de setembro de 1921 no Rio de Janeiro, onde viveu a maior parte da sua vida. Por muitos anos foi benemérito e presidente do conselho de administração da  Associação dos Empregados no Comércio do Rio de Janeiro,[4] diretor da Caixa Economica e Monte de Socorro do Rio de Janeiro (atual Caixa Econômica Federal), membro do conselho de administração do Lloyd Brasileiro, arrendatário da Estrada de Ferro Minas e Rio. Foi casado em primeiras núpcias com Maria Virgínia da Fonseca, falecida[5] em viagem, no dia 27 de março de 1890, quando o trem em que se fazia transportar chegava à estação de Palmares, situada a meio caminho desde Garanhuns até ao seu destino final, o Recife. Maria Virgínia Fonseca de Castro era filha do então conhecido advogado recifense Joaquim José da Fonseca e de Cândida Josefina de Oliveira Fonseca. O coronel José de Oliveira Castro foi, juntamente com Maria Cândida de Oliveira, padrinho de batismo de seu sobrinho João Augusto Magariños de Sousa Leão[6] (Engenho Caraúna, 27 de outubro de 1879 – Recife, 25 de maio de 1933), sendo este o segundo filho[7] de Erotides de Oliveira Castro.
- Virgínia de Oliveira Castro[nb 9], se casou com Pedro Leão Veloso Filho. Entre os filhos deste casal está Pedro de Castro Leão Velloso que era ministro interino em lugar do MRE Osvaldo Aranha no governo de Getúlio Vargas e ele próprio também era ministro titular da pasta das Relações Exteriores no Governo de José Linhares e ainda fundador do Instituto Rio Branco para a formação de diplomatas. Este neto dos barões de Benfica  assinou[8]em 26 de junho de 1945 em São Francisco, pelo Brasil, a Carta de Fundação das Nações Unidas.
- Erotides de Oliveira Castro, a qual se casou com Francisco Magariños de Sousa Leão,[9] filho de Domingos de Sousa Leão, 2.º barão de Vila Bela. A descendência destes, por meio de seu segundo filho, João Augusto Magariños de Sousa Leão, chega ao advogado e jornalista pernambucano Caio Magariños de Sousa Leão[10] (Recife, 8 de setembro de 1918 –  Recife, 23 de fevereiro de 2006), um dos netos de ambos, tendo sido sepultado no Mausoléu do Barão de Benfica, no Cemitério de Santo Amaro, Recife.[11] Há ainda duas netas de Erotides de Castro Souza Leão, irmãs do citado Caio Magariños de Souza Leão, que se notabilizaram por terem sido ao seu tempo cada qual primeira-dama de Pernambuco, a primeira foi Dulce de Souza Leão, casada com Cid Feijó Sampaio, governador do Estado de Pernambuco, e a segunda foi Célia de Souza Leão, casada com Miguel Arraes de Alencar (prefeito de Recife, deputado federal e governador de Pernambuco), os quais são pais de: Ana Lúcia Arraes de Alencar foi casada com Maximiano Accioly Campos, e por duas vezes eleita deputada federal, 2006 e 2010. Atualmente ministra do Tribunal de Contas da União. Do casal nasceram dois filhos: Eduardo Henrique Accioly Campos e Antônio Accioly Campos. O primeiro dos quais, Eduardo Campos, casado com Renata de Andrade Lima Campos, após ter ocupado os cargos de Secretário da Fazenda do Estado de Pernambuco, Ministro de Ciência e Tecnologia e deputado federal, foi também governador de Pernambuco por dois mandatos consecutivos, presidente do Partido Socialista Brasileiro (PSB) e candidato à Presidência da República nas eleições presidenciais de 2014, durante a campanha das quais veio a falecer após acidente aéreo[12] em Santos e os seus restos mortais na sequência disso foram trasladados para sepultura familiar no Cemitério de Santo Amaro (Recife).[13]

## Descendência na culinária e gastronomia
Bolo Souza Leão
O bolo Souza Leão teve a sua receita divulgada pela primeira vez em 1870, por iniciativa de Erotides de Oliveira Castro (* 1856 Recife - † 13.X.1900 Boa-Vista, Recife), uma das 3 filhas dos barões de Benfica, a qual após casar-se com Francisco Magariños de Souza Leão (* 1.XI.1852 Engenho Caraúna, PE - † 19.I.1894 Recife, PE) passou a ser uma Sousa Leão e se tornou “sinhazinha” de Caraúna, nora do 2.º barão de Vila Bela, numa época em que a comida exclusiva legava admiração à dona da casa e a formulação e a alquimia eram guardadas como segredos maçónicos. No dia 22 de Maio de 2008, foi sancionada pelo governador Eduardo Campos, a Lei n.º 357/2007, de autoria do deputado Pedro Eurico, que deu ao bolo Souza Leão o título de Património Cultural e Imaterial do Estado de Pernambuco. A mãe do governador Eduardo Campos, Ana Lúcia Arraes de Alencar pelo lado materno é bisneta de Erotides de Castro Souza Leão, de modo que o próprio governador Eduardo Campos também descende da primeira divulgadora da receita do bolo que leva o nome de família Sousa Leão.
Sopa à moda de Leão Veloso
A tradição popular carioca permite acreditar que tenha sido o embaixador Pedro de Castro Leão Velloso (1887-1947), pelo lado materno, um dos muitos netos dos barões de Benfica, quem introduziu a sopa à Leão Veloso na gastronomia do Rio de Janeiro, então capital federal e sede do Ministério das Relações Exteriores mais conhecido como Itamaraty. A sopa à Leão Veloso é um prato típico daquela cidade situada na região sudeste do Brasil. Esta sopa é um prato preparado à base de peixes e mariscos, que não é mais do que uma adaptação local da 'bouillabaisse', sopa de peixe da região da Provença que leva na sua receita original obrigatoriamente também azeite de oliva, tomate e açafrão, ingredientes indispensáveis na receita original muito disseminada por todo o mundo. Entre os apreciadores da sopa à Leão Veloso está bem firmada a convicção de que o embaixador Pedro Leão Velloso teria entregue a receita original da sopa provençal ao chef de cuisine do restaurante Rio Minho, fundado em 1884, restaurant [rƐsto’rã:] até hoje em funcionamento no centro do Rio de Janeiro. E nesse restaurante, o prato teria sido adaptado gradualmente devido à falta de alguns ingredientes originais, por isso recebeu aí o nome sopa à moda de "Leão Velloso" em sinal de agradecimento e homenagem a quem facultou a receita original e admitiu as adaptações locais entre os anos de 1927 a 1929 enquanto comensal que  frequentava o mesmo restaurante. Além disso o novo nome afastou uma dificuldade de comunicação tanto da parte dos cozinheiros e empregados de mesa do restaurante como ainda de muitos dos seus próprios clientes comensais que tinham certa dificuldade em pronunciar o nome 'bouillabaisse', termo francês tipicamente de raiz provençal. O nome da sopa à moda de Leão Veloso está ligado ao neto embaixador e não ao genro do barão de Benfica com igual nome, dado que o dito genro conhecido por Pedro Leão Velloso Filho, era pai do embaixador e havia falecido em Paris, dia 31 de Outubro de 1923, anos antes que a sopa fosse introduzida na gastronomia carioca e se tornasse conhecida pelo nome Leão Veloso, facto que se verificou somente na segunda metade da década de 1920.

## Título Nobiliárquico

Brasão de Antônio José de Castro, Barão de Benfica, 1867.

O baronato de Benfica foi criado por decreto de D. Pedro II datado de 27 de abril de 1867.
Brasão passado no dia 5 de junho de 1867 e registado no Cartório de Nobreza e Fidalguia, livro VI, folha 78. O brasão pode ser assim descrito: escudo esquartelado; no primeiro, em campo azul, seis besantes dourados postos em duas palas; no segundo, em campo de prata, cinco quadrilongos vermelhos postos em aspa; e assim os contrários. Encima a coroa de barão.

### Origem do nome Benfica

Armas do barão de Benfica

O nome está associado ao topónimo Benfica, outrora distrito do Recife (Pernambuco, Brasil), onde o barão de Benfica mantinha sua residência e dava elegantes recepções. Entretanto, o distrito recifense de Benfica foi dissolvido como divisão administrativa, restando daquele apenas uma via pública, a Rua de Benfica, que está integrada no atual bairro da Madalena. O topónimo "Benfica" no Recife pode constituir um transplante toponímico tomado do topónimo originário Benfica que ainda hoje é o nome de uma divisão administrativa do concelho de Lisboa (Portugal): a freguesia de Benfica.
José Pedro Machado, autor do Dicionário Onomástico Etimológico da Língua Portuguesa, edição de 1984, sob o verbete Benfica avança com uma explicação sobre a origem etimológica do topónimo Benfica, dizendo textualmente: (...) topónimo em Amarante, Castelo de Vide, Coruche, Ferreira do Zêzere, Lisboa, Lousada, Portalegre, Santarém, Tomar, Torres Vedras. Talvez para alguns destes casos se possa aceitar a hipótese de Benfica resultar da combinação bem + fica (D.L., Os Árabes nas Obras de A. Herculano, página 151); não me parece, porém, que ela sirva para o de Lisboa, pelo menos. Não sei também que relação existe, na verdade, entre Benfica e Benfique (Baião), proximidade formal semelhante, por exemplo, à de Malpica – Malpique. Como disse em Infl. (s.v.), creio que a referida composição verbal, que ainda não foi justificada e que não me parece justificável, não tem probabilidades de defesa, repito, no que respeita ao nome da actual zona lisboeta, pelo menos. Não sei ao certo qual a sua explicação, mas não me parece impossível que se trate de mais um caso de nome de origem arábica, de que há tantos exemplos em Lisboa como nas regiões suas vizinhas. Sendo assim, poderíamos ter no topónimo Benfica o elemento arábico ben-, “filho”, seguido de “-fica”, primitivamente antropónimo ou alcunha, também de origem arábica. Não sei qual seria este, não me parecendo improvável que se trate de um representante de fiq, “pessoa de elevada estatura”. O feminino era fiqa, se é que na passagem *Benfique> Benfica não houve influência do verbo ficar, o que completava a sugestão de se tratar de bem e ficar. Tratar-se-ia, segundo esta hipótese, de topónimo originário de alcunha. (...). (SIC) Fim de citação.
Como se vê, a não ser por homonímia, não há um elo claro, entre a freguesia de Benfica em Lisboa e o topónimo associado ao título de barão tomado em 1867 por Antônio José de Castro. Uma provável inerência entre o topónimo Benfica em Lisboa e o próprio barão de Benfica, Antônio José de Castro, se existir, apenas poderá ser por meio do seu próprio apelido de família Castro que poderá estar ligado por algum eventual elo genealógico com o apelido de família Castro inerente à Capela dos Castros em São Domingos de Benfica, onde se encontra a sepultura do vice-rei da Índia, D. João de Castro.